# Direkte Instruktion
Die direkte Instruktion (lateinisch instruere „vorbereiten, unterweisen, unterrichten“) ist eine Unterrichtsmethode zum Erlernen von Fakten- und Grundlagenwissen sowie zur Ausbildung kognitiver Fähigkeiten. Die Lehrperson steuert und strukturiert den Lernprozess hierbei aktiv.

## Geschichte
In der Literatur werden verschiedene Quellen für direkte Instruktion angegeben. Am häufigsten werden der Handbuchartikel von Rosenshine und Stevens (1986) zu den „Teaching Functions“ und das systematische Lehrprogramm von Siegfried Engelmann genannt, der in den USA aus dem allgemeineren Ansatz des Klassenunterrichts auf verhaltensanalytischer Grundlage die „Direct Instruction“ entwickelte, welche in den 1970er Jahren in der mit über 100.000 Schülern umfangreichsten je unternommenen Langzeitstudie Project Follow Through die besten Ergebnisse erzielte. In deutschsprachiger Literatur wird direkte Instruktion meist uneinheitlich bezeichnet, beispielsweise als „Direktes Unterrichten“, „Direkte Unterweisung“, „Direktiver Unterricht“, „direkte Förderung“, „direct instruction“ oder schlicht „DI“.

## Umsetzung im Unterricht
Charakteristisch für direkte Instruktion ist das strukturierte Vorgehen, was aus Sicht der Lehr-Lern-Forschung bedeutet, dass die funktional unterschiedlichen Phasen im Unterricht schlüssig aufeinander abgestimmt sind.
1. Präsentationsphase: Die Lehrperson prüft die Lernvoraussetzungen, informiert über das Lernziel, aktiviert Vorwissen und präsentiert schrittweise den neuen bzw. zu wiederholenden Lerninhalt mittels einer strukturierten Anschauung (z. B. Tafelbild oder Advance Organizer).
2. Angeleitetes Üben: Die Lehrperson stellt zahlreiche Fragen, Aufgaben oder Aufforderungen und wiederholt diese. Die Wiederholungen erfolgen in verschiedenen Variationen. Alle Schüler werden in dieser Phase aktiviert.
3. Rückmeldung und Korrektur: Die Lehrperson wirkt im Fall einer falschen Antwort unterstützend und bei richtiger Antwort bestätigend.
4. Übung ohne Anleitung: Die Schüler beschäftigen sich in dieser Phase individuell oder in Partner- bzw. Gruppenarbeit mit dem zu übenden Lerninhalt. Die Lehrperson gibt korrigierendes Feedback und überprüft regelmäßig den Lernfortschritt der Schüler.

Quittenbaum fasst die einheitlichsten und gängigsten Merkmale direkter Instruktion wie folgt zusammen: „Direkte Instruktion ist eine lehrerzentrierte Unterrichtsmethode, bei der die Lehrperson die Lernziele festlegt, den Lernstand der Schüler durchgängig kontrolliert, den Lernstoff klar strukturiert, in kleinen Schritten vorgeht, Rückmeldung gibt und Schülerbeiträge korrigiert, sowie Übungsphasen mit und ohne Anleitung durchführt.“

## Pädagogische Ausrichtung
Besonders hervorzuheben ist laut Wellenreuther der adaptive Charakter direkter Instruktion: Unterrichtsabläufe und Lernschritte werden am jeweiligen Lernstand der Lernenden orientiert und im Sinne eines „modernen Unterrichts“ an wissenschaftlichen Erkenntnissen des Lernprozesses ausgerichtet; dies lässt deutlich werden, weshalb die häufige Gleichsetzung mit „traditionellem Unterricht“ (bzw. „Frontalunterricht“) unzutreffend ist. Quittenbaum weist darauf hin, dass in deutschsprachiger Unterrichtsliteratur eine ausführliche Darstellung direkter Instruktion meist unterbleibt und teilweise sich widersprechende Merkmale angegeben werden; auch die praktische Durchführung sei entweder gar nicht oder nur unzureichend thematisiert.

## Lerneffekte
Direkte Instruktion gehört zum überschaubaren Kreis jener Unterrichtsmethoden, deren relative Wirksamkeit hinsichtlich der Umsetzung eingängiger Lernziele empirisch nachgewiesen ist (Rosenshine/Stevens 1986, Ditton 2002, Borich 2004). Eine große Anzahl von Publikationen und empirischen Studien legen nahe, dass sich direkte Instruktion auch bei anspruchsvollen kognitiven Lernzielen bewährt. Zudem können auch Lernende mit wenig Vorkenntnissen oder Lernschwierigkeiten positive Lernerfolge erzielen. In der groß angelegten Metaanalysen-Zusammenführungsstudie aus dem Jahr 2009 von John Hattie „Visible learning: A synthesis of over 800 meta-analyses relating to achievement“ (auch bekannt unter der Kurzbezeichnung „Hattie-Studie“) schnitt das Merkmal „direkte Instruktion“ auf der Basis von vier Metaanalysen und 304 Studien gut ab und platzierte sich mit einer Effektstärke von .59 im oberen Bereich der stärksten Einflussfaktoren auf den Lernerfolg: „Nach Hattie bedeutet direkte Instruktion einen von der Lehrkraft gesteuerten Unterricht, in dem sie die Lernziele der Unterrichtseinheit festlegt und den Schülern transparent macht. Die Lehrkraft ist aktiv im Unterricht, erläutert Inhalte, überwacht den Lernfortschritt der Schülerinnen und Schüler, fungiert als Modell für gelungene Problemlösungen und fasst am Ende der Stunde die zentralen Ergebnisse zusammen.“